# Technicien supérieur d'études et de fabrications
Le corps des techniciens supérieurs d'études et de fabrications (TSEF) du ministère de la Défense est un corps de la fonction publique d'État, classé dans la catégorie B. À ce titre, les TSEF exercent des fonctions de conception, d'encadrement et de réalisation dans les arsenaux, établissements et services du ministère des armées. Ils assurent notamment la conduite des travaux et sont également chargés de travaux d'études ainsi que du contrôle des fabrications et des essais. Ce corps s'est substitué à celui des techniciens d'études et de fabrications (TEF).
La mise en place du nouvel espace statutaire (NES) a conduit à la transformation de ce corps, toujours baptisé TSEF ; les techniciens du ministère de la défense (TMD) étant intégrés à ce corps. Par ailleurs, une partie des TSEF a pu accéder au corps d'ingénieur d'études et de fabrications (IEF) en 2012 par le biais d'un concours exceptionnel (800 places)[réf. souhaitée].